# Klaus-Peter Pleßow
Klaus-Peter Pleßow (* 5. Februar 1948 in Berlin) ist ein deutscher Schauspieler und Kabarettist. Bekannt wurde Pleßow vor allem durch seine Moderation und die Rolle des Fabian in „Zu Besuch im Märchenland“ im Kinderprogramm des Fernsehen der DDR.

## Leben
Pleßow besuchte nach bestandenem Abitur an der Alexander-von-Humboldt-Oberschule die Schauspielschule „Ernst Busch“ in Berlin. Nach dem Abschluss ging er zunächst für ein Engagement nach Magdeburg, kehrte aber bald wieder in die Hauptstadt zurück und spielte an der Distel Kabarett. Danach folgten Engagements am Metropol-Theater und im Friedrichstadtpalast. Nach der Wende ging Pleßow auch in die alten Bundesländer, so unter anderem an die Komödie Düsseldorf.
Im Fernsehen gab Pleßow schon in den 1960er-Jahren sein Debüt. Im Jahr 1976 holte ihn das Fernsehen der DDR in sein Kinderprogramm. In der Sendung „Zu Besuch im Märchenland“ ersetzte er den verstorbenen Eckart Friedrichson, der als Meister Nadelöhr bis dahin die Sendung moderiert hatte. Mit der Rolle des Fabian stieg Pleßow ein und spielte diese bis 1990. Pleßow spielte auch in zahlreichen weiteren Produktionen des DDR-Fernsehens mit. In den letzten Jahren trat Pleßow am Kabarett Kartoon in Berlin auf und war im Werbe-Fernsehen für Fielmann, Doppelherz und Milka zu sehen. In seiner rund fünf Jahrzehnte lang andauernden Karriere als Schauspieler wirkte er in mehr als 40 Film- und Fernsehproduktionen mit.

## Filmografie (Auswahl)
- 1965: Karla
- 1968: Die Toten bleiben jung
- 1970: Folge einem Stern
- 1970: Prüfung in Breida
- 1972: Meine Schwester Tilli
- 1973: Die Elixiere des Teufels
- 1974: … verdammt, ich bin erwachsen
- 1976: Soviel Lieder, soviel Worte
- 1977: Die Marquise
- 1977: Wen der Hafer sticht
- 1977: Dantons Tod (Studioaufzeichnung)
- 1978: Zwerg Nase (Fernsehfilm)
- 1978: Amor holt sich nasse Füße (Fernsehfilm)
- 1978: Die Tänzerin mit der Maske
- 1978–1990: Zu Besuch im Märchenland
- 1979: Der Staatsanwalt hat das Wort: Der Fall Petra Hansen
- 1979: Das Flatterhemd
- 1979: Die Gänsehirtin am Brunnen (TV)
- 1980: Komödianten-Emil
- 1980: Ungewöhnliche Entscheidung (Fernsehfilm)
- 1980: Der Keiler von Keilsberg
- 1980: Ungewöhnliche Entscheidung
- 1980: Abenteuer mit den Abrafaxen (TV-Mitschnitt der Revue für Kinder nach Motiven aus der Bilderzeitschrift "Mosaik")
- 1981: Peters Jugend
- 1981: Schauspielereien: Abend mit Franziska
- 1981: Hochhausgeschichten
- 1982: Spuk im Hochhaus
- 1982: Polizeiruf 110: Petra (TV-Reihe)
- 1982: Schöne Aussichten
- 1983: Der Angler auf dem Dach
- 1983: Ferdinand im Reich der Töne
- 1983: Bühne frei
- 1985: Ferienheim Bergkristall: Ein Fall für Alois (TV)
- 1986: Viola
- 1987: Maxe Baumann aus Berlin
- 1990: Verflixte Gute Fee
- 1991: Schlaflose Tage
- 1991: Agentur Herz
- 1992: Alles Lüge
- 1992: Gute Zeiten, schlechte Zeiten: Folge 148
- 1999: In aller Freundschaft: Das Daklomesschwert
- 2002: Im Namen des Gesetzes: Das Attentat
- 2002: Zu nah am Feuer
- 2002: Die Anstalt – Zurück ins Leben
- 2005: Gute Zeiten, schlechte Zeiten

## Hörspiele
- 1971: Heinrich Mann: Die Vollendung des Königs Henri Quatre – Regie: Fritz Göhler (Hörspiel – Rundfunk der DDR)
- 1979: Alberto Molina: Beerdigung unter Bewachung (1. Offizier) – Regie: Fritz Göhler (Hörspiel – Rundfunk der DDR)
- 1980: Walter Püschel: Das Schulschwein – Regie: Maritta Hübner (Kinderhörspiel – Rundfunk der DDR)
- 1980: Ottomar Lang: Wellermann machts möglich (Alex Schwarzert) – Hans Knötzsch (Kriminalhörspiel/Kurzhörspiel – Rundfunk der DDR)
- 1982: Hans Siebe: Der Tote im fünften Stock (Student) – Regie: Barbara Plensat (Kriminalhörspiel – Rundfunk der DDR)
- 1982: Peter Hacks: Das Turmverlies – Geschichten von Henriette und Onkel Titus (Der junge Potschka) – Regie: Fritz Göhler (Kinderhörspiel – Litera)
- 1991: Mirjana Buljan: Der siebente Bruder (Männerstimme) – Regie: Barbara Plensat (Hörspiel – Funkhaus Berlin/ORF)